# U 111 (U-Boot, 1940)
U 111 war ein deutsches U-Boot vom Typ IX B, welches im Zweiten Weltkrieg von der Kriegsmarine eingesetzt wurde. Auf seinen beiden Unternehmungen versenkte es vier Schiffe mit 24.176 BRT, wobei 58 Menschen starben. Am 4. Oktober 1941 näherte sich U 111 dem britischen Trawler Lady Shirley, der jedoch überraschend seinerseits angriff. Beim Feuergefecht fielen acht Mann von U 111, darunter der Kommandant Wilhelm Kleinschmidt und zwei Wachoffiziere, sowie ein Mann auf dem Trawler. Die Überlebenden auf U 111 selbstversenkten ihr U-Boot, und 44 U-Boot-Fahrer wurden vom britischen Trawler als Kriegsgefangene nach Gibraltar gebracht.

## Geschichte
Der Bauauftrag für dieses Boot wurde am 8. August 1939 an die AG Weser in Bremen vergeben. Die Kiellegung war am 20. Februar 1940 und am 15. September 1940 erfolgte der Stapellauf. Am 19. Dezember 1940 stellte Kapitänleutnant Wilhelm Kleinschmidt, U 111 in Dienst. Wilhelm Kleinschmidt wurde am 27. Januar 1907 in Oldenburg geboren, trat 1933 in die Reichsmarine, die spätere Kriegsmarine, ein und diente zu Kriegsbeginn auf dem Leichten Kreuzer Nürnberg. Er absolvierte seine U-Bootausbildung im Sommer 1940 und machte unter dem Kommando von Wilhelm Schulz eine Feindfahrt als Kommandantenschüler auf U 124. Am 19. Dezember desselben Jahres übernahm Kleinschmidt, der im April 1939 zum Kapitänleutnant befördert worden war, das Kommando aus U 111. Bis zum 30. April 1941 war U 111 Ausbildungsboot, unterstand der 2. U-Flottille und war in Wilhelmshaven stationiert. Danach gehörte es, bis zu seiner Versenkung, als Frontboot der 2. U-Flottille in Lorient an. Als Turmemblem führte U 111 das Wappen seiner Patenstadt Oldenburg, der Geburtsstadt des Kommandanten.

## Einsatzstatistik
Kommandant Kleinschmidt führt U 111 während seiner Dienstzeit auf zwei Unternehmungen, auf denen er vier Schiffe mit einer Gesamttonnage von 24.176 BRT versenkte. Ein Schiff mit 13.037 BRT wurde beschädigt.

### Erste Unternehmung
Das Boot lief am 5. Mai 1941 um 12.30 Uhr von Wilhelmshaven aus und lief am 7. Juli 1941 um 16.03 Uhr in Lorient ein. Auf dieser 63 Tage dauernden und 10.522 sm über und 435 sm unter Wasser langen Unternehmung in den Nordatlantik, Westatlantik, südöstlich Kap Farvel, der Davisstraße, Grönland, der Belle Isle, Kap Race, Neufundland und dem mittleren Nordatlantik, wurden zwei Schiffe mit 9.983 BRT versenkt und ein Schiff mit 13.037 BRT beschädigt. U 111 wurde am 25. Mai 1941 vom Versorger Belchen mit 99 m³ Brennstoff und Proviant versorgt.
- 13. Mai 1941: Versenkung des britischen Dampfers Somersby (Lage) mit 5.170 BRT. Der Dampfer wurde durch drei Torpedos versenkt. Er hatte 8.300 t Getreide geladen und befand sich auf dem Weg von Halifax über Loch Ewe nach Hull. Das Schiff war ein Nachzügler des Konvois SC-30 mit 28 Schiffen. Es gab keine Verluste, 43 Überlebende.
- 20. Mai 1941: Beschädigung des britischen Tankers San Felix mit 13.037 BRT. Der Tanker wurde durch zwei Torpedos beschädigt. Das Schiff gehörte zum aufgelösten Konvoi OB-322. Es lief am 26. Mai 1941 in St. John’s ein und wurde repariert.
- 22. Mai 1941: Versenkung des britischen Dampfers Barnby (Lage) mit 4.813 BRT. Der Dampfer wurde durch zwei Torpedos versenkt. Er hatte 7.250 t Mehl geladen und befand sich auf dem Weg von Saint John über Halifax (Nova Scotia) nach Hull. Das Schiff war ein Nachzügler des Konvois HX-126 mit 39 Schiffen. Es gab einen Toten und 44 Überlebende.

### Zweite Unternehmung
Das Boot lief am 14. August 1941 von Lorient aus und wurde am 4. Oktober 1941 versenkt. Auf dieser 51 Tage dauernden Unternehmung in den Mittelatlantik, westlich der Azoren, den Kapverdischen Inseln, vor Freetown, Madeira und südwestlich von Teneriffa, wurden zwei Schiffe mit 14.193 BRT versenkt. Am 28. September 1941 wurden vier Torpedos an U 68 abgegeben.
- 10. September 1941: Versenkung des niederländischen Motorschiffes Marken (Lage) mit 5.719 BRT. Das Schiff wurde durch einen Torpedo versenkt. Es hatte Flugzeuge geladen und war auf dem Weg von Cardiff zur Tafelbucht. Es gab keine Verluste, 37 Überlebende.
- 20. September 1941: Versenkung des britischen Motorschiffes Cingalese Prince (Lage) mit 8.474 BRT. Das Schiff wurde durch einen Torpedo versenkt. Es hatte 2.000 t Mangan-Erz, 1.000 t Roheisen sowie 8.156 t Stückgut geladen und befand sich auf dem Weg von Bombay über Kapstadt und Trinidad nach Liverpool. Es gab 57 Tote und 18 Überlebende.

## Verbleib

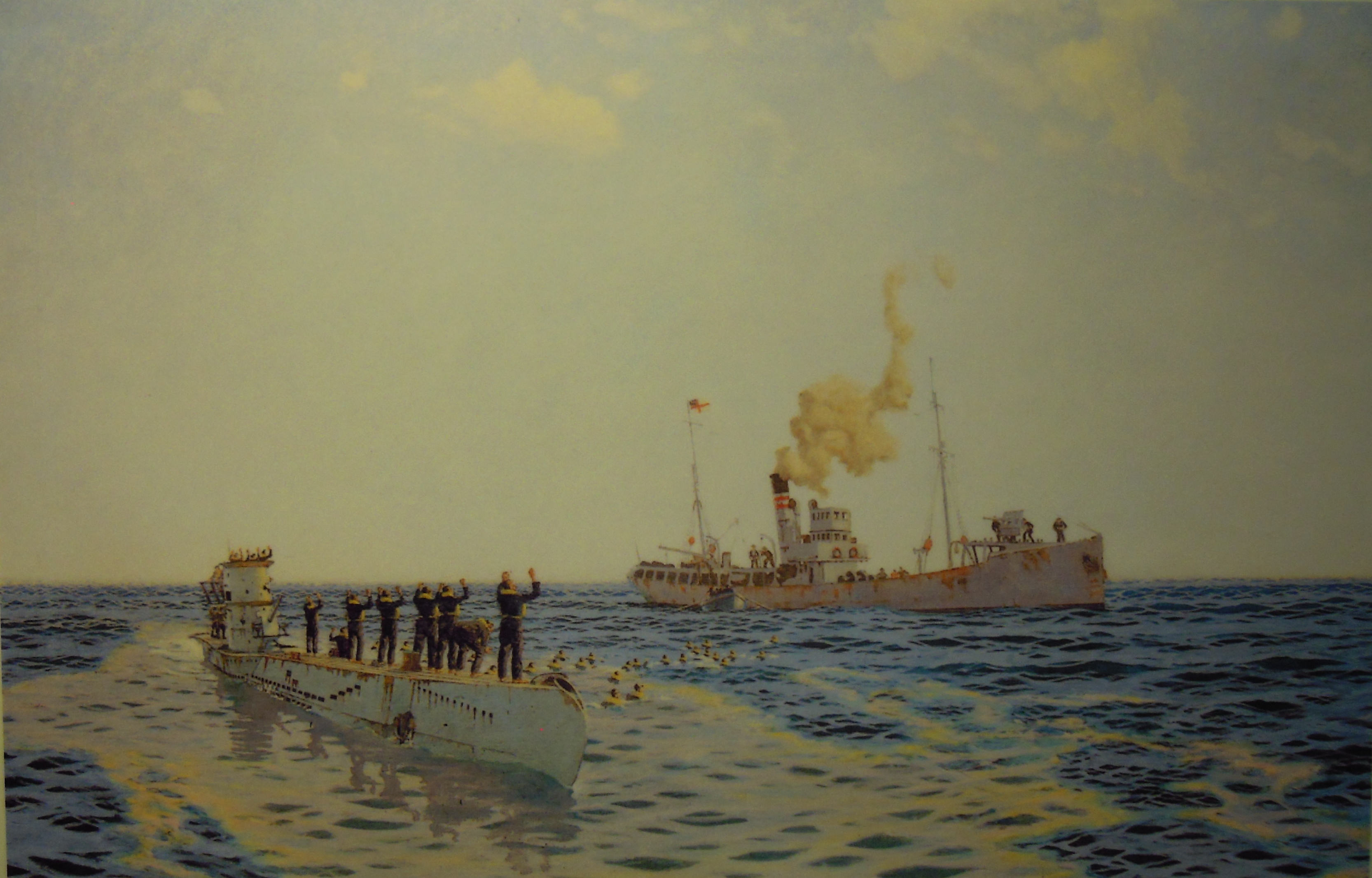
Gemälde von C. Pears: 44 überlebende U-Boot-Fahrer ergeben sich den 13 Überlebenden der Lady Shirley

Am 4. Oktober 1941 versuchte das U-Boot im Mittelatlantik, südwestlich der Insel Teneriffa, getaucht den britischen bewaffneten Trawler Lady Shirley anzugreifen. Der Kommandant, KptLt. Wilhelm Kleinschmidt, hatte den kleinen Trawler mit einem großen Frachter verwechselt und deshalb seine Entfernung erheblich überschätzt. Für Kleinschmidt überraschend griff der Trawler, der das U-Boot mit Sonar auf etwa 1500 Meter Entfernung geortet hatte, es auf Sehrohrtiefe mit Wasserbomben an. Das veranlasste Kleinschmidt, einen Überwasser-Artillerieangriff zu befehlen und nicht weit von der Lady Shirley entfernt aufzutauchen. Anschließend verhinderten jedoch Dauerfeuer des Trawlers aus geringer Entfernung die Bemannung der großen 10,5 Zoll-Deckkanone des U-Bootes und stark qualmend ausgefallene Dieselmotoren das erneute Tauchen.
Bei einem 19 Minuten dauernden Überwasser-Feuergefecht aus kürzester Entfernung kamen acht Besatzungsmitglieder von U 111 ums Leben, unter ihnen der Kommandant Kleinschmidt und die beiden Wachoffiziere Helmut Fuchs und Friedrich Wilhelm Rösing. Einer von diesen acht erlag seiner Verwundung (abgerissenes Bein) kurz nach seiner Gefangennahme. Kapitänleutnant Hans Joachim Heinecke, der als U-Bootkommandantenschüler an Bord von U 111 Kampferfahrung sammeln sollte, übernahm als Ranghöchster das Kommando und ließ das U-Boot selbstversenken. Es sank auf der Position 27° 15′ N, 20° 27′ W im Marine-Planquadrat DH 7952. 44 Seeleute vom U-Boot, darunter zwei schwer und zwei leicht Verwundete, überlebten und wurden vom britischen Trawler als Kriegsgefangene nach Gibraltar gebracht. Von 14 Mann Besatzung des Trawlers wurden ein Mann getötet und vier verwundet. Die Gefangenen waren sichtlich schockiert, von 14 Männern eines kleinen Trawlers besiegt worden zu sein, der von ihrem gefallenen Kommandanten für einen großen Frachter gehalten worden war. Deutlich zeigte sich die mangelhafte Erfahrung der U-Boot-Besatzung einschließlich der Offiziere.